# كيل زون 2
كيل زون 2 هي لعبة منظور أول للبلاي ستيشن 3 مطورة من قبل استديوهات جوريلا ( بالإنجليزية Guerrilla Games ) و منشورة من شركة سوني سوني كمبيوتر إنترتينمنت. كل زون 2 هي الحلقة الثالثة من اللعبة اللي بدأت على بلاي ستيشن 2 واستمرت على بلاي ستيشن بورتبل بلعبة كل زون لبريشن ( بالإنجليزية Killzone: Liberation ). اطلقت كل زون 2 في نهاية شهر فبراير عام 2009.

## روابط خارجية
- كيل زون 2 على موقع IMDb (الإنجليزية)